# KH-179
KN-179 — південнокорейська 155-мм буксирована гаубиця розроблена Агентством оборонного розвитку для збройних сил Республіки Корея, виробляється компанією Hyundai WIA.

## Оператори

Мапа операторів гаубиці KH-179

- Південна Корея
- Індонезія
- Іран[1]
- М'янма[2]